# Lista de Midas
La Lista de Midas es un ranking anual elaborado por la revista Forbes en el que enumera los mejores negociadores de capital riesgo en ramas de alta tecnología y ciencias de la vida. Para la elaboración de la lista se toman en cuenta opiniones de expertos y resultados del primer día de las OPV.
La revista Fortune a criticado a la lista por algunas razones, las cuales incluyen: poner gente con empresas emergentes pero que no hayan generado ganancias; enforcarse en los resultados de los primeros días pero no tanto en los resultados a largo plazo; y su jurado subjetivo en el panel de expertos 
El nombre alude al rey mitológico Midas, renombrado por su capacidad de hacer que todo lo que toque se convierta en oro. Forbes fue socia de la firma de capital riesgo TrueBringe Capital Partners para crear la lista de 2011 a 2016.